# Chelcee Grimes
 (mai 2022).
La mise en forme du texte ne suit pas les recommandations de Wikipédia : il faut le « wikifier ».
Les points d'amélioration suivants sont les cas les plus fréquents. Le détail des points à revoir est peut-être précisé sur la page de discussion.
- Les titres sont pré-formatés par le logiciel. Ils ne sont ni en capitales, ni en gras.
- Le texte ne doit pas être écrit en capitales (les noms de famille non plus), ni en gras, ni en italique, ni en « petit »…
- Le gras n'est utilisé que pour surligner le titre de l'article dans l'introduction, une seule fois.
- L'italique est rarement utilisé : mots en langue étrangère, titres d'œuvres, noms de bateaux, etc.
- Les citations ne sont pas en italique mais en corps de texte normal. Elles sont entourées par des guillemets français : « et ».
- Les listes à puces sont à éviter, des paragraphes rédigés étant largement préférés. Les tableaux sont à réserver à la présentation de données structurées (résultats, etc.).
- Les appels de note de bas de page (petits chiffres en exposant, introduits par l'outil «  Source ») sont à placer entre la fin de phrase et le point final[comme ça].
- Les liens internes (vers d'autres articles de Wikipédia) sont à choisir avec parcimonie. Créez des liens vers des articles approfondissant le sujet. Les termes génériques sans rapport avec le sujet sont à éviter, ainsi que les répétitions de liens vers un même terme.
- Les liens externes sont à placer uniquement dans une section « Liens externes », à la fin de l'article. Ces liens sont à choisir avec parcimonie suivant les règles définies. Si un lien sert de source à l'article, son insertion dans le texte est à faire par les notes de bas de page.
- La présentation des références doit suivre les conventions bibliographiques. Il est recommandé d'utiliser les modèles {{Ouvrage}}, {{Chapitre}}, {{Article}}, {{Lien web}} et/ou {{Bibliographie}}. Le mode d'édition visuel peut mettre en forme automatiquement les références.
- Insérer une infobox (cadre d'informations à droite) n'est pas obligatoire pour parachever la mise en page.

Pour une aide détaillée, merci de consulter Aide:Wikification.
Si vous pensez que ces points ont été résolus, vous pouvez retirer ce bandeau et améliorer la mise en forme d'un autre article.
Chelcee Maria Grimes (née le 8 mai 1992) est une chanteuse, compositrice, présentatrice de télévision et footballeuse anglaise. Elle a écrit des chansons pour Kylie Minogue, Dua Lipa, Blackpink, Kesha, Olly Murs, Jonas Blue, Louisa, les samedis et Tom Walker. Grimes a également animé plusieurs émissions télévisées sur le football et a commenté la demi-final du Concours Eurovision de la chanson 2021.

## Jeunesse
Chelcee Maria Grimes  est née à Aigburth, Liverpool, de sa mère Maria, son père est décédé d'une attaque cardiaque lorsqu'elle était enfant. Grimes a été élevée par sa mère Maria et son beau-père David, elle a par la suite déménagé à Wavertree afin de fréquenter le lycée catholique St Julie, où elle a partager son temps entre le football et la musique. Après avoir joué pour Liverpool Ladies pendant son enfance, elle a décidé de poursuivre sa carrière dans le domaine de la musique à l'âge de 16 ans,, C'est au cours de la même période que sa sœur est née.

## Carrière musicale
Quand elle avait 18 ans, Grimes a signé un contrat de quatre albums avec RCA Records,, mais elle a été abandonnée par le label un an plus tard. Son premier succès dans l'écriture de chansons a été "Million Miles", qu'elle a co-écrit avec le producteur danois Cutfather pour le douzième album de la chanteuse australienne Kylie Minogue, Kiss Me Once (2014). Elle a écrit l'accroche après que Cutfather lui ait fait écouter le morceau. En 2014, Grimes a remporté le prix du "Best Up and Coming New Act" aux Juice FM Style Awards. Elle a écrit des chansons pour Kesha, les samedis, Dua Lipa, Little Mix, Blackpink, Olly Murs, Jonas Blue, Louisa et Tom Walker. Grimes a écrit " 11:11 " à propos de son père biologique en 2016, qui a été interprété par le chanteur sud-coréen Taeyeon. La ballade est chantée en coréen et a obtenu 50 millions de vues sur YouTube en décembre 2018. En 2018, Chelcee Grimes sort ses deux premières chansons, "Just Like That" et "I Need a Night Out", de plus elle collaborera avec Jonas Blue sur "Wild" chanson issue du premier album studio de ce dernier, Blue (2018). Grimes a co-écrit plusieurs chansons pour Dua Lipa depuis que cette dernière a signé son premier contrat d'enregistrement, dont « Kiss and Make Up » (2018) et « Love Again » (2021).

### Art et influences
Grimes s'est décrite comme une chanteuse pop. Elle a grandi en écoutant Jennifer Lopez, Beyoncé, Kanye West, Pink, Gwen Stefani, Eminem, Lady Gaga, Christina Aguilera et Avril Lavigne . Grimes a développé ses compétences en composition de chansons en écoutant le premier album studio de Lady Gaga, The Fame (2008),.

## Carrière de footballeuse
La carrière de footballeuse de Grimes a débuté lorsqu'elle a commencé à jouer pour  Liverpool Ladies à l'âge de 10 ans,. Après une brève interruption afin de poursuivre une carrière musicale, Grimes a décidé de revenir au football. Elle a joué pour divers équipes dont Everton, Tottenham Hotspur, Tranmere Rovers, Fulham et Merseyrail Ladies.

## Carrière de radiodiffusion
Grimes est présentatrice pour la BBC et la COPA90,, où elle a couvert la Coupe du Monde Féminine de la FIFA 2019. Depuis septembre 2019, Grimes est co-présentatrice de l'émission dérivée Match of the Day, MOTDx sur BBC Two,, et a anime sa propre émission sur BBC Sport intitulée Chelcee Away,. Elle a commenté la demi-finale du Concours Eurovision de la chanson 2021 pour le Royaume-Uni,,. En juillet 2021, Grimes a présenté plusieurs mini-séries pour BT Sport, notamment Para Football Adventures, et Watch Us Rise. Grimes a également participé à la série de concours  Freeze the Fear avec Wim Hof.

## Vie privée
Lors d'une interview de 2019 avec Gay Times Grimes s'était identifiée comme bisexuelle, mais en 2021, elle a déclaré se considérer comme lesbienne. Elle est co-animatrice du podcast BBC Sounds, Building Queertopia aux côtés de Courtney Act, qui traite du mode de vie des célébrités LGBT, . Grimes anime également son podcast personnel intitulé What We Coulda Been.

## Crédits d'écriture
| Titre                         | An   | Artiste                 | Album                                             |
| ----------------------------- | ---- | ----------------------- | ------------------------------------------------- |
| "Million de miles"            | 2014 | Kylie Minogue           | Embrasse-moi une fois                             |
| "Marcher dans le désert"      | 2014 | Les samedis             | "La meilleure sélection : les plus grands succès" |
| "Première fois"               | 2014 | Boa                     | Qui est de retour ?                               |
| "Smoking"                     | 2014 | Micro Lowry             |                                                   |
| "La chasse"                   | 2014 |                         |                                                   |
| "Cœur à toi"                  | 2014 |                         |                                                   |
| "Terrain de jeux"             | 2014 | Alexa Curtis            | N / A                                             |
| "Pas sur toi"                 | 2015 | Doda                    | N / A                                             |
| "Note pour moi-même"          | 2015 | Ville natale            | Ville natale                                      |
| "Tu es le seul"               | 2015 | Doda                    | N / A                                             |
| "A bas toi"                   | 2015 | Douce Californie        | Cap sur les étoiles                               |
| "Vertigineux"                 | 2016 | Saszan                  | Saszan                                            |
| "Romantique"                  | 2016 | Stanaj                  | N / A                                             |
| Où allons-nous à partir d'ici | 2016 | Malte Castro            | Où allons-nous à partir d'ici                     |
| "Tout le temps"               | 2016 | Chris Lane              | Problèmes de fille                                |
| "Rien comme lui"              | 2016 | Micro Lowry             |                                                   |
| "Cassé"                       | 2016 | Douce Californie        |                                                   |
| "Tellement bon"               | 2016 | Louisa Johnson          | Tellement bon                                     |
| "11:11"                       | 2016 | Taeyeon                 | Ma voix                                           |
| "Plus profond"                | 2016 | Olly Murs               | 24 heures                                         |
| "Rêves"                       | 2017 | Dua Lipa                | Dua Lipa                                          |
| "Mauvais ensemble"            | 2017 | Dua Lipa                | Dua Lipa                                          |
| "Honte à toi"                 | 2018 | Claire Richard          | Mes rêves les plus fous                           |
| " Embrasser et se maquiller " | 2018 | Dua Lipa x Blackpink    | Dua Lipa                                          |
| "Juste comme ça"              | 2018 | Chelcee Grimes          | Chelcee                                           |
| "J'ai besoin d'une soirée"    | 2018 | Chelcee Grimes          | Chelcee                                           |
| "Sauvage"                     | 2019 | Jonas Bleu              | N / A                                             |
| "Aime encore une fois"        | 2020 | Dua Lipa                | Nostalgie du futur                                |
| "Pays des merveilles"         | 2020 | Roxen x Alexander Rybak | N / A                                             |